# 大紅門駅 (北京地下鉄)
大紅門駅（だいこうもんえき）は、中華人民共和国北京市豊台区に位置する北京地下鉄10号線の駅である。

## 駅構造

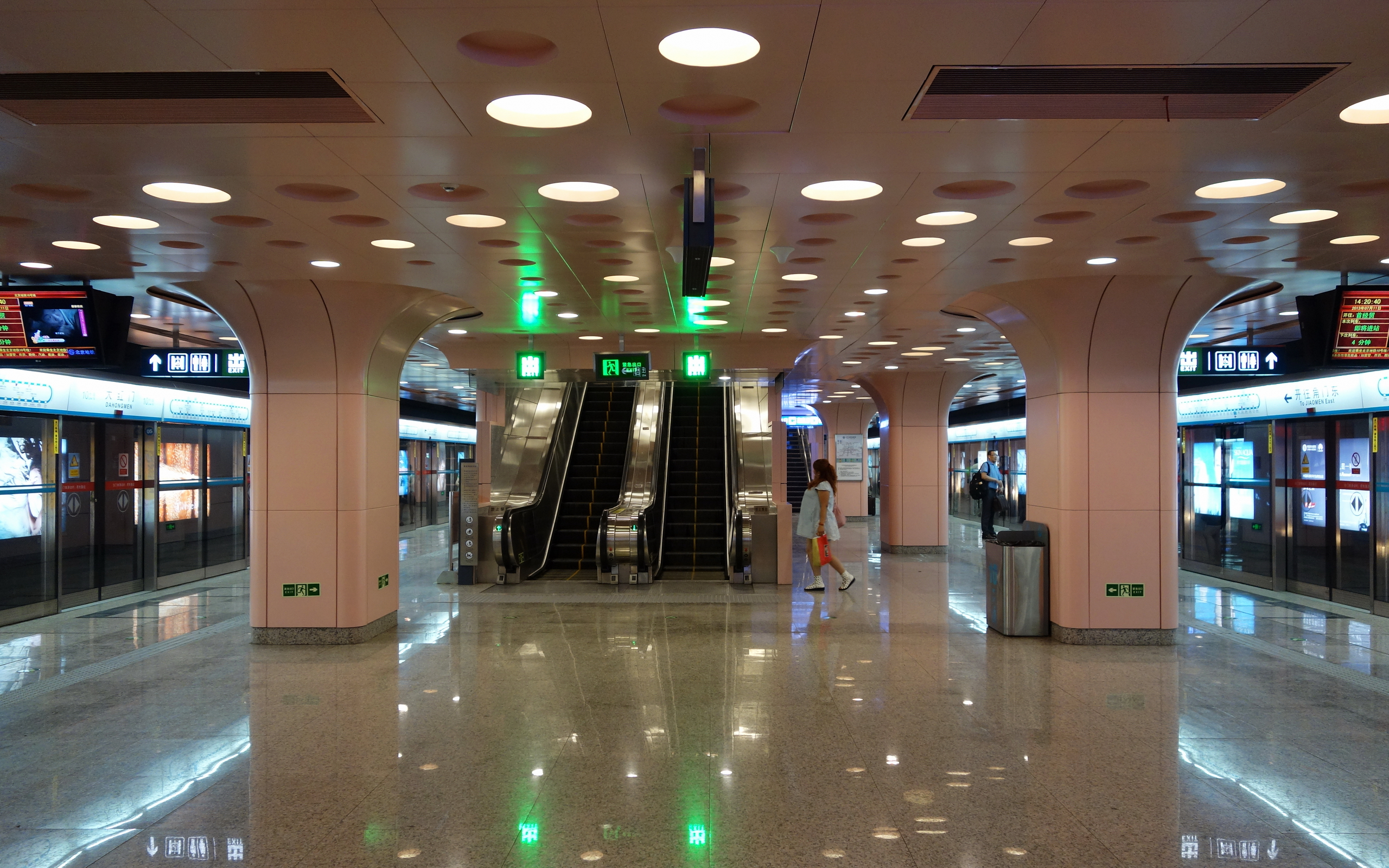
10号線ホーム

島式ホーム1面2線を有する地下駅であり、3つの出入口を有する。

## 歴史
- 2012年12月30日 - 10号線の当駅を含む区間が開業。
- 2019年以降 - 8号線が当駅に延伸予定。

## 隣の駅
北京地下鉄
■8号線（建設中）
海戸屯駅 - 大紅門駅 - 大紅門南駅
■10号線
石榴荘駅 - 大紅門駅 - 角門東駅
座標: 北緯39度50分39秒 東経116度23分32秒 / 北緯39.8441度 東経116.3923度